# Finlands hjärtförbund
Finlands hjärtförbund är en finländsk folkhälso-, patient- och intresseorganisation för hjärt- och kärlsjukdomar. 
Hjärtförbundet, som grundades 1955 och har har sitt säte i Helsingfors, har till syfte befrämja hälsa genom att förebygga hjärt- och kärlsjukdomar och utveckla behandling och rehabilitering av dessa. Till förbundets mål hör att varje finländare skall känna till de faktorer som innebär en ökad risk för hjärt-kärlsjukdomar och att insjuknandet i dessa skall kunna minskas betydligt. Till förbundets hör några riksorganisationer, bland annat föreningen Hjärtbarnen (grundad 1975), och 20 hjärtdistrikt med 239 föreningar, som har totalt omkring 83 000 medlemmar (2003). Förbundet anordnar kampanjer och utbildning samt utger tidskriften Sydän. I nära anslutning till Hjärtförbundet verkar Stiftelsen för hjärtforskning som finansierar forskningsarbete på hjärt-kärlsjukdomarnas område.